# Télégraphe (Métro Paris)

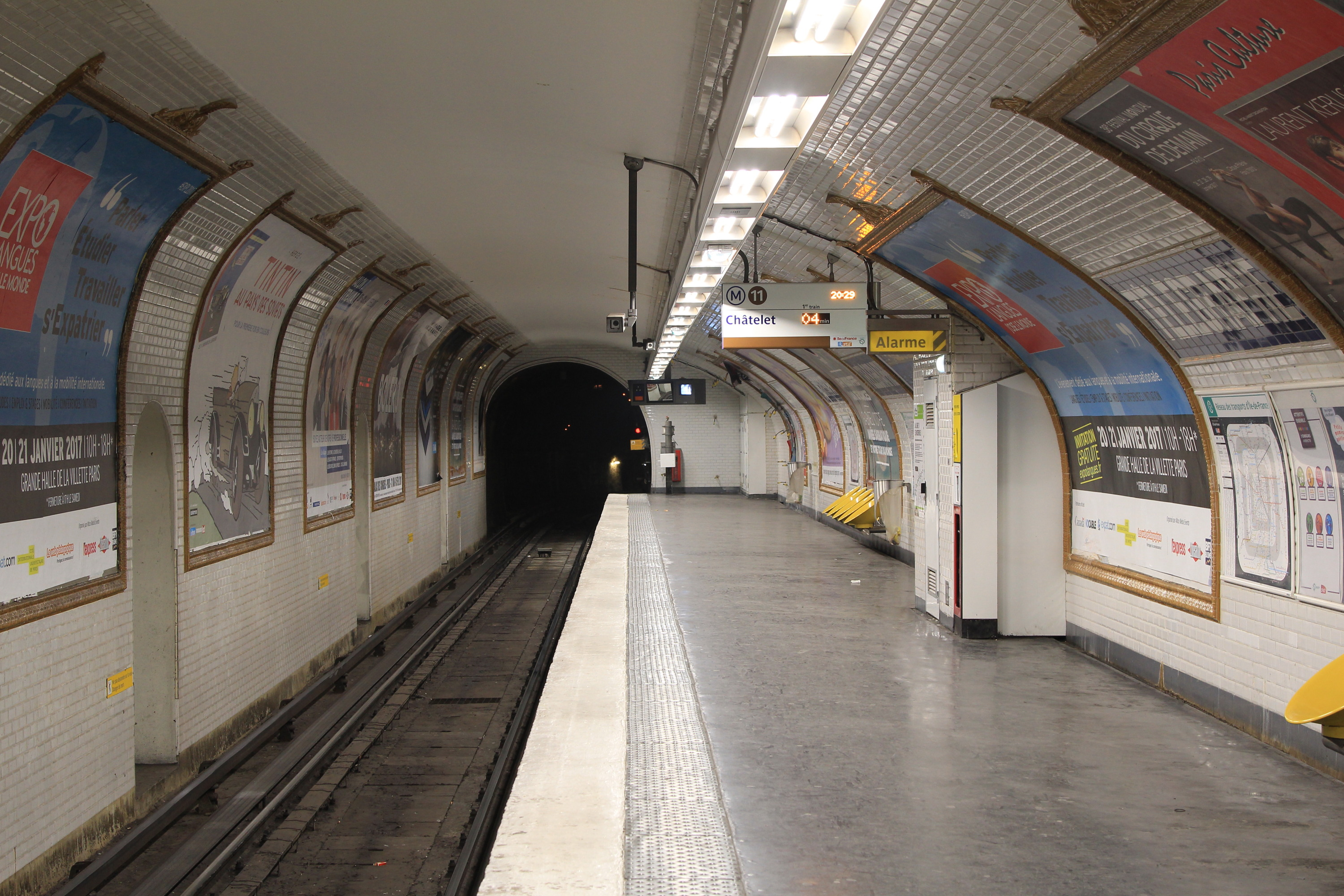
Nördlicher Bahnsteig, Blickrichtung Châtelet

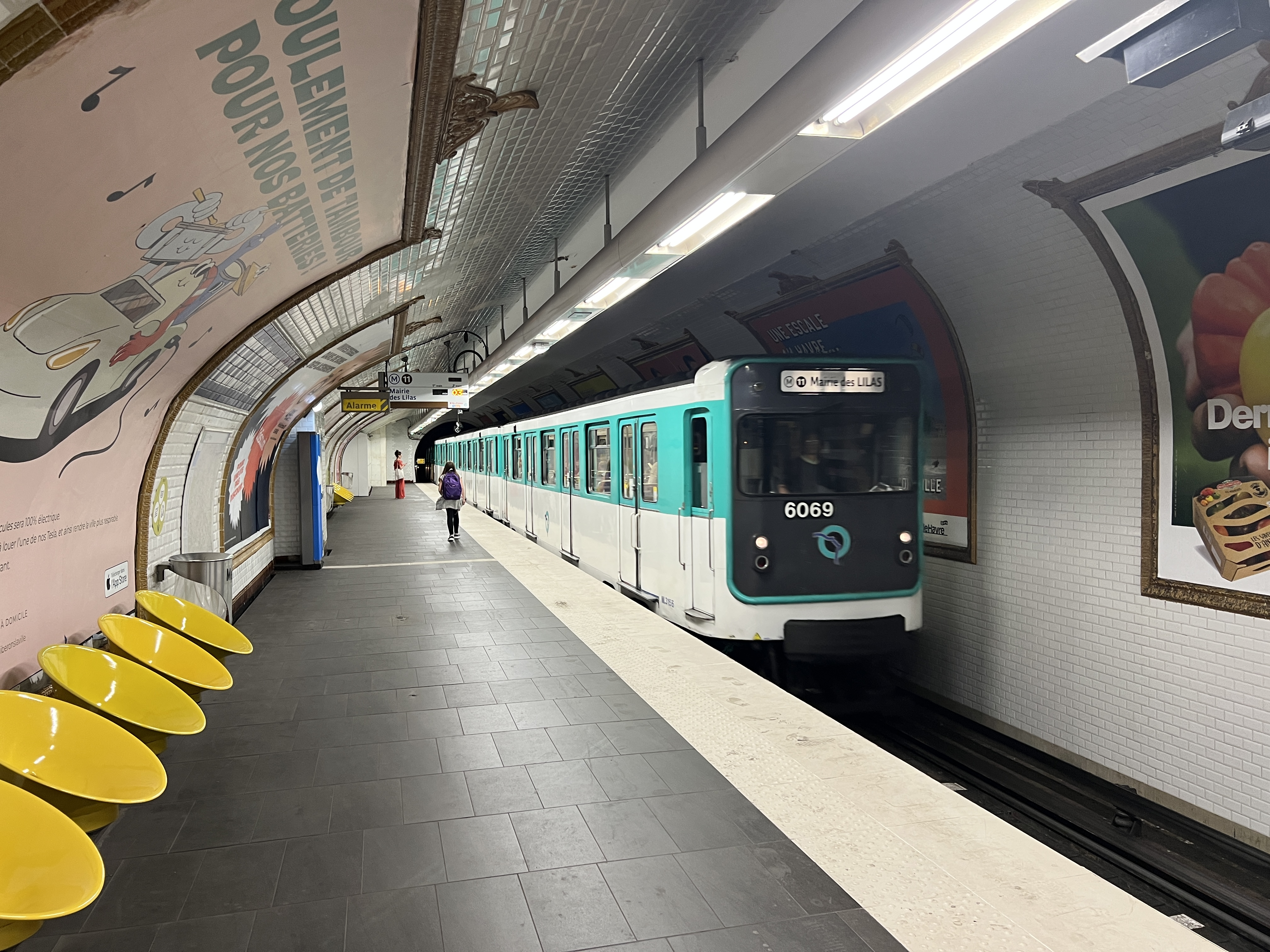
Einfahrender Zug der Baureihe MP 59

Télégraphe [teleɡʁaf] ist eine unterirdische Station der Linie 11 der Pariser Métro. Rund 20 m unter der Oberfläche befindlich zählt sie zu den tiefstgelegenen U-Bahnhöfen des Métronetzes.

## Lage
Die Station befindet sich an der Grenze des Quartier d’Amérique im 19. Arrondissement mit dem Quartier Saint-Fargeau im 20. Arrondissement von Paris. Sie liegt längs unter der Rue de Belleville westlich der einmündenden Rue du Télégraphe.

## Name
Den Namen gibt die Rue du Télégraphe. Der Ingenieur Claude Chappe experimentierte in den Jahren 1792/93 mit optischen Telegrafen und errichtete einen solchen auf dem höchsten Punkt der Hügel der damals noch selbstständigen Gemeinde Belleville östlich von Paris.

## Geschichte und Beschreibung

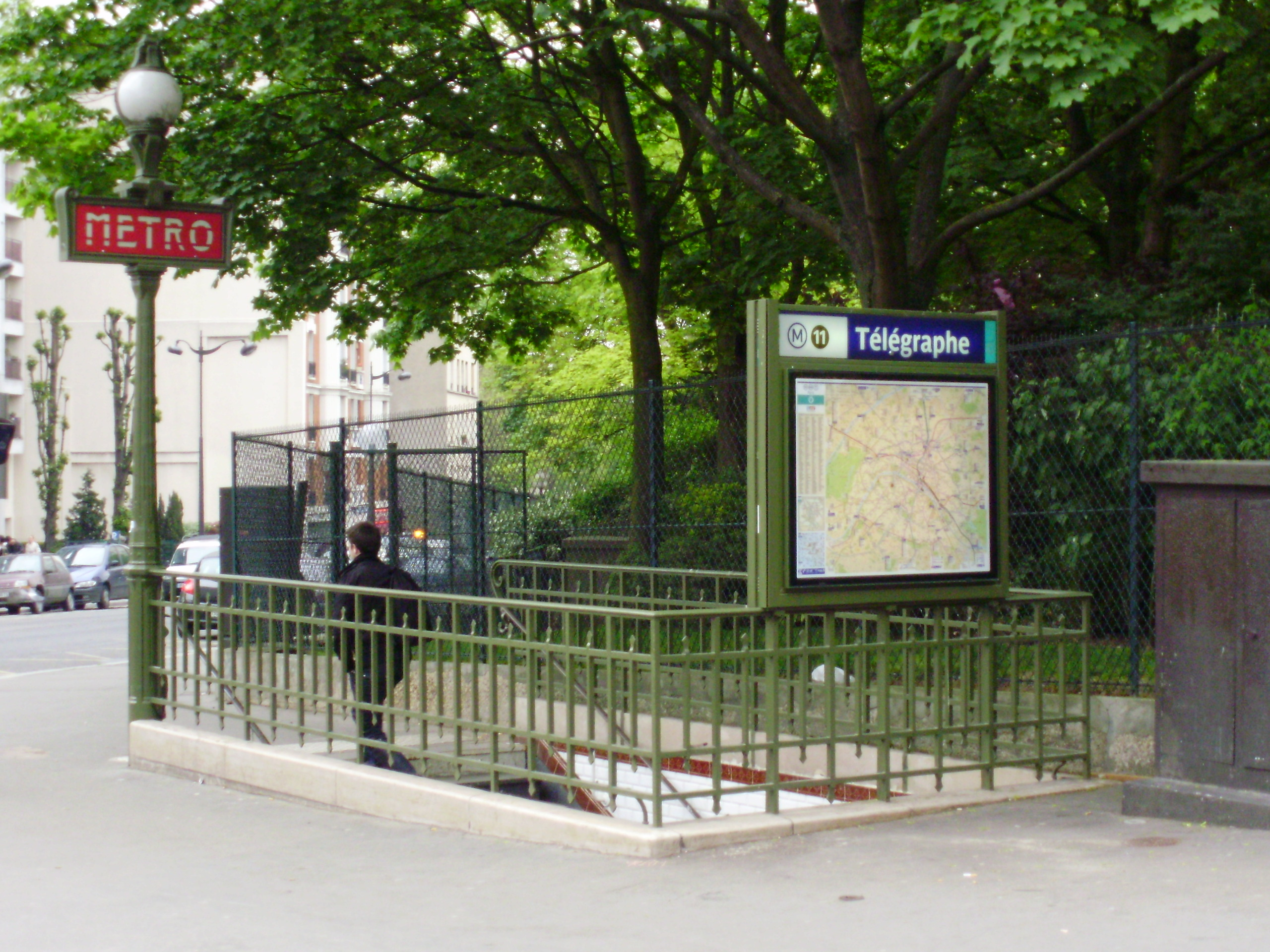
Zugang an der Umgrenzung des Friedhofs Cimetière de Belleville mit Kandelaber im Stil des Art déco

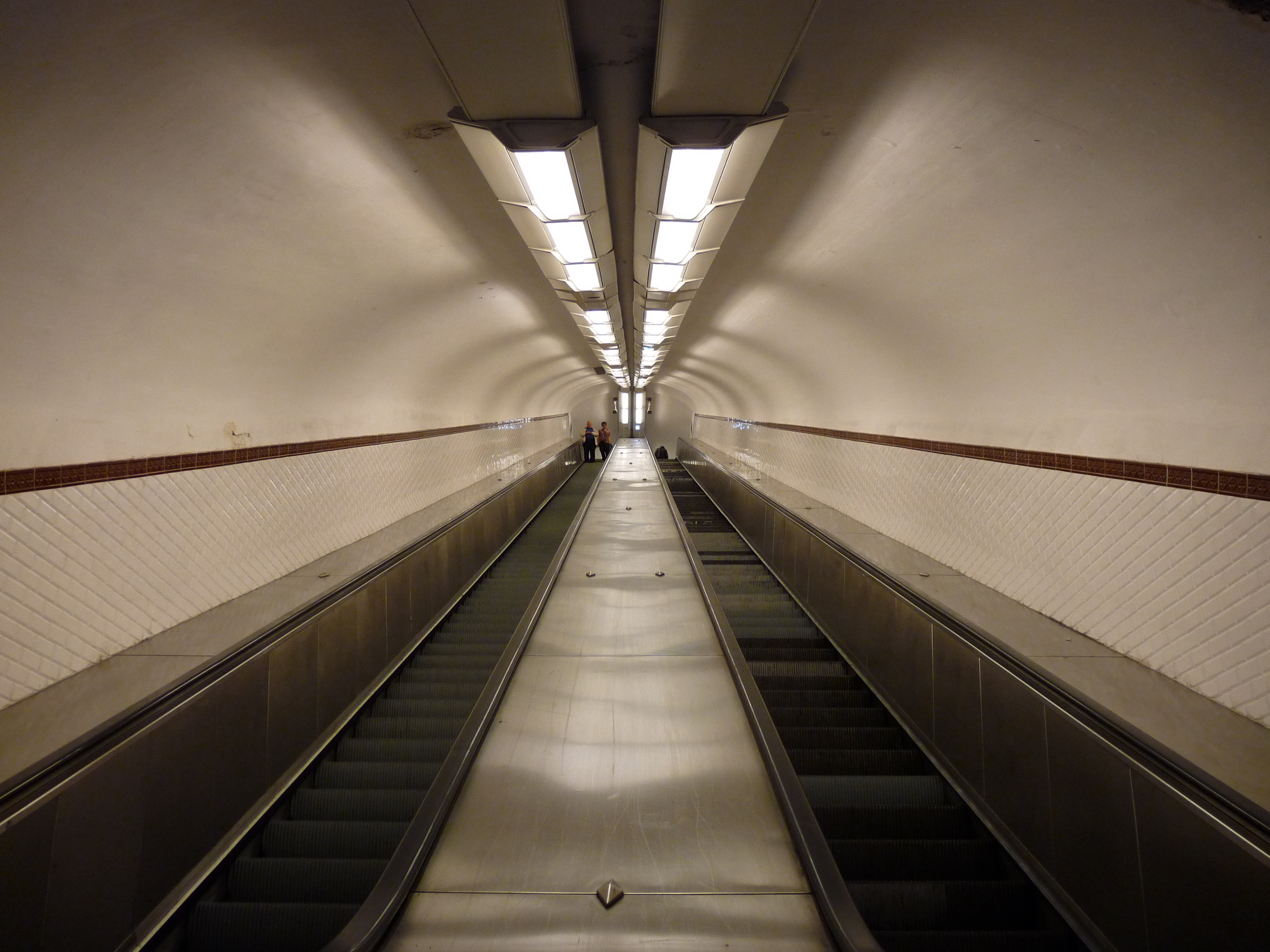
Rolltreppe in der Station Télégraphe

Der U-Bahnhof wurde am 28. April 1935 mit der Eröffnung der Linie 11 in Betrieb genommen, die damals auf dem Abschnitt von Châtelet bis Porte des Lilas verkehrte. Er ist 75 m lang und weist zwei Seitenbahnsteige an zwei Streckengleisen auf. Aufgrund der Bodenbeschaffenheit besteht er aus zwei parallelen Stationen, die durch eine zwischen den Gleisen befindliche, mehrfach durchbrochene Stützwand voneinander getrennt sind. Deren Querschnitte sind ellipsenförmig, die Wände und ein Teil der Decken sind weiß gefliest.
Die drei Zugänge liegen auf der Ostseite der Station in der Rue de Belleville an der Einmündung der Rue du Télégraphe. Sie sind durch je einen von Adolphe Dervaux im Stil des Art déco entworfenen Kandelaber markiert.

## Fahrzeuge
Zunächst verkehrten auf der Linie 11 herkömmliche Züge der Bauart Sprague-Thomson. Mitte der 1950er Jahre wurde sie als erste für den Fahrgastbetrieb mit gummibereiften Fahrzeugen hergerichtet. Mit der Baureihe MP 55 kamen am 13. November 1956 erstmals solche zum Einsatz. Im Januar 1999 wurden sie durch die Baureihe MP 59 ersetzt, seit 2009 verkehren zudem Züge des Typs MP 73. Anfang Juni 2023 begann die schrittweise Umstellung der Linie 11 auf Fünf-Wagen-Züge der Baureihe MP 14.

## Sonstiges
Wegen seiner Tiefenlage galt der U-Bahnhof im Zweiten Weltkrieg als einer der sichersten Luftschutzbunker der Stadt.
Am 1. April 2016 hieß die Station kurzzeitig „#Tweet“ – ein Aprilscherz der RATP: An die Stelle der Nutzung der Telegrafie ist die von Twitter getreten.

## Umgebung
In unmittelbarer Nähe der Station befindet sich der Friedhof Cimetière de Belleville.